# Mindmap

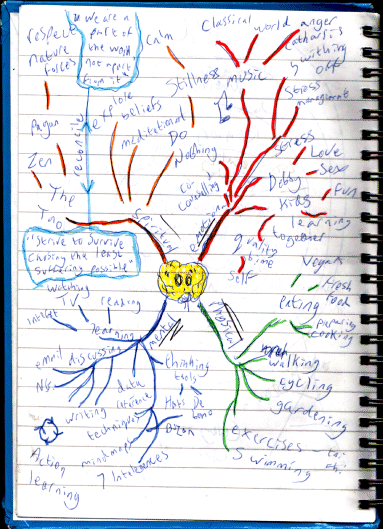
voorbeeld van een klassieke mindmap

Een mindmap is een diagram opgebouwd uit begrippen, teksten, relaties en/of plaatjes, die zijn geordend in de vorm van een boomstructuur rond een centraal thema. 
Een mindmap wordt gebruikt om creatieve processen te ondersteunen en bij leren en onthouden. Elektronische mindmaps kunnen daarnaast worden gebruikt bij het interactief toegankelijk maken van complexe en multimediale informatie.

## Werkwijzen
Een mindmap wordt opgesteld door eerst het centrale thema te bedenken en te noteren. Dit centraal thema wordt in het midden van het diagram weergegeven. Vervolgens bedenkt en noteert men hieromheen de onderwerpen die een relatie met dit thema hebben. Aan elk onderwerp kunnen op dezelfde manier subonderwerpen worden gekoppeld, en zo door. Om het overzicht te behouden dienen de (sub)onderwerpen met trefwoorden of pictogrammen te worden aangegeven en niet met hele teksten. 
Bij elektronische mindmaps kunnen ook volledige teksten worden opgenomen die initieel worden verborgen en alleen worden getoond als de gebruiker dit aangeeft. Behalve teksten kunnen in een (sub)onderwerp ook plaatjes en andere media worden opgenomen. Tussen (sub)onderwerpen kunnen via lijnen relaties worden gelegd. Met kleuren wordt de ordening verder verduidelijkt.

### Toepassing
Mindmaps worden zowel in de werkomgeving als in het onderwijs gebruikt, bijvoorbeeld bij: brainstormen, ontwerpen, organiseren, samenvatten, notuleren, presenteren en leren. In het onderwijs worden mindmaps soms aangeduid als webs en het maken en toepassen als webbing.
De mindmap kan met de hand worden geschetst om ideeën te noteren, bijvoorbeeld bij brainstormen, notuleren of leren. Voor presentaties kan deze gedetailleerder worden uitgewerkt. Een elektronische mindmap heeft hierbij als voordeel dat deze eenvoudig kan worden aangepast en hergebruikt.

## Ontstaan
De Britse psycholoog en auteur Tony Buzan beweert er de bedenker van te zijn en heeft het beeldmerk MindMap© vastgelegd. Volgens hem werd zijn idee geïnspireerd door sciencefictionboeken zoals die van de schrijvers A.E. van Vogt en L. Ron Hubbard. Zijn belangrijkste argument hiervoor was het feit dat traditionele artikelen ervan uitgaan dat de lezer de tekst van links naar rechts en van boven naar onder doorloopt, hoewel in de praktijk het oog de pagina niet lineair bekijkt. Buzan verdedigde de mindmap dan ook als superieure wijze van noteren.
Buzan ontwikkelde zijn theorie in de jaren zestig en creëerde er een enorme belangstelling voor, door in samenwerking met de BBC een serie televisieprogramma's te maken waarin de mindmap en allerlei aan het geheugen en het leren verwante onderwerpen aan de orde kwamen. Hij bracht zijn activiteiten onder in een bedrijf met een uitgeverij en een boekingsbureau waar geïnteresseerden hem konden boeken voor een lezing. Omdat hij geen octrooi op het concept genomen had, kon iedereen met zijn idee gaan werken, en dat gebeurde ook. De uitgeverij werd daarom geen succes, maar als spreker was Buzan veelgevraagd.
Door het ontbreken van bewijs voor zijn theorie, taande zijn roem, en gingen de zaken steeds minder. Hij is nog steeds actief, maar nu als "bijzonder spreker".

### Mindmap als semantisch netwerk
Het concept semantisch netwerk ontstond als een theorie die het menselijk leerproces moest doorgronden. Het werd in de jaren 1960 ontwikkeld door Dr. Allan Collins en M. Ross Quillian, die hiervoor ook mindmaps gebruikten. Sommigen beschouwen Dr. Allan Collins door zijn onderzoek als de vader van de moderne mindmap. 
De mindmap is op te vatten als een bijzondere vorm van conceptmap (een vorm van semantisch netwerk) zoals in de jaren 70 ontwikkeld door J. Novak. In een conceptmap wordt informatie vastgelegd in een netwerk van begrippen en relaties die alle even belangrijk zijn. Er is dus geen standaard radiale, hiërarchische ordening van rond één thema zoals bij een mindmap. Met presentatiesoftware kan zo'n weergave in principe wel gegenereerd worden, waarbij men op het moment van presenteren kan bepalen welk begrip "centraal" moet worden getoond. Mindmaps en conceptmaps hebben elk hun eigen voor- en nadelen.

## Digitale mindmap

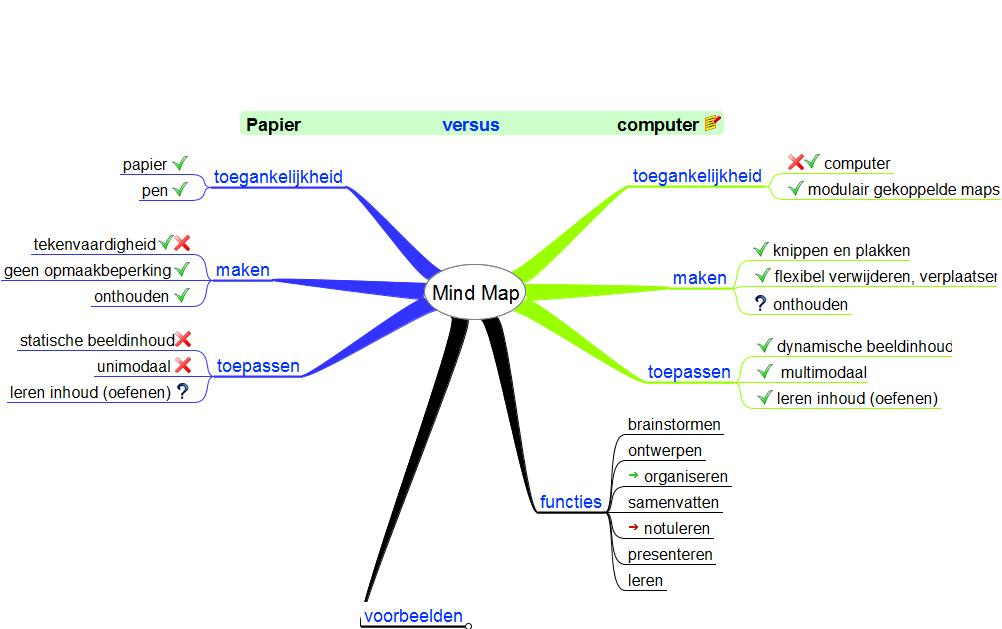
Voorbeeld van een moderne mindmap, waarin de moderne en traditionele mindmap worden vergeleken.

De klassieke mindmap is statisch en wordt gemaakt op papier. De hele mindmap is hierbij zichtbaar. Dit is een nadeel als de mindmap groter en complexer wordt. De moderne mindmap wordt gemaakt en gepresenteerd met een computer. De takken en knopen (plaatsen waar de teksten staan) van de mindmap kunnen hierbij worden verborgen en alleen getoond als de gebruiker dit wil. Dit vermindert de zichtbare complexiteit. Ook kunnen elektronische koppelingen (hyperlinks) worden toegevoegd naar plaatjes, video en andere multimedia die automatisch worden getoond als de hyperlinks worden geopend. 
Bij sommige mindmapprogramma's worden agendafuncties en formules aan knopen gekoppeld. Al met al is de elektronische mindmap veelzijdiger dan de mindmap op papier. Toch zijn er situaties waarin een mindmap op papier voordelen kan hebben en zijn er gebruikers die zweren bij de mindmap op papier. In de figuur hiernaast zijn de verschillen in mogelijkheden tussen een mindmap op papier en met de computer aangegeven.

## Onderzoek
Farrand, Hussain en Hennessy verrichtten in 2002 verder onderzoek naar mindmaps, en stelden dat de mindmap vooral belangrijk is voor het zich voor de geest kunnen halen van bepaalde informatie. 
Pressley, VanEtten, Yokoi, Freebern en VanMeter toonden in 1998 aan dat studenten beter kunnen leren wanneer zij zich concentreren op het studiemateriaal zelf, in de plaats van wakker te liggen over welke vorm van notities zij zouden (moeten) maken.

## Publicaties
- Buzan, T. (1991). The Mind Map Book . New York: Penguin.
- Farrand, P., Hussain, F., Hennessy, E. Med Educ. (2002) "The efficacy of the 'mind map' study technique". May;36(5):426-31. EBSCOHost. Retrieved May 5th, 2005.
- Novak, J.D. (1993). How do we learn our lesson?: Taking students through the process. The Science Teacher, 60(3), 50-55.
- Pressley, M., VanEtten, S., Yokoi, L., Freebern, G., & VanMeter, P. (1998). "The metacognition of college studentship: A grounded theory approach". In: D.J. Hacker, J. Dunlosky, & A.C. Graesser (Eds.), Metacognition in Theory and Practice (pp. 347-367). Mahwah NJ: Erlbaum.
- Buzan, T. Mindmappen: voor een beter geheugen en creatiever denken, uitg. FT Prentice Hall, Amsterdam (2007) ISBN 978-90-430-1472-4
- Van Schie, J. (2007) Vergelijkend onderzoek Mindmapprogramma's https://web.archive.org/web/20070930164129/http://www.ictnieuws.net/ictnieuws/recensies_detail.php?ID=21
- Buzan, T. Mindmappen voor kids, uitg. Van Duuren Media, Culemborg (2010) ISBN 978-90-5940-500-4